# ギルバート諸島沖航空戦
ギルバート諸島沖航空戦（ギルバートしょとうおきこうくうせん）は、第二次世界大戦中（太平洋戦争/大東亜戦争）の1943年11月下旬に、日本海軍航空隊とアメリカ海軍機動部隊の間に発生した航空戦である。タラワ・マキンの戦い支援のため、ギルバート諸島付近に展開したアメリカ海軍第50任務部隊に対し、日本海軍の基地航空隊が4次に渡り攻撃を行った。日本軍は大戦果を報じたが、アメリカ艦隊の損害は小さかった。

## 背景

### ガルヴァニック作戦
1943年（昭和18年）8月、ソロモン諸島方面で日本軍を圧倒しつつあった連合国軍は、中部太平洋でも日本に対する本格的な反攻作戦に着手することにした。そして、その最初の攻略目標としてギルバート諸島（タラワ、マキン環礁）が選ばれ、作戦名は「ガルヴァニック作戦」と決定された。
ギルバート攻略部隊を支援するため、高速空母機動部隊である第50任務部隊（指揮官：チャールズ・A・パウナル少将）が投入されることになった。第50任務部隊は4群に分かれた大型正規空母6隻、軽空母5隻を中心とした艦隊で、搭載機は約660機に及んだ。一部はラバウル空襲を行って、ブーゲンビル島沖航空戦で日本軍航空隊の攻撃を撃退したばかりの艦隊である。その任務は、予想される日本軍の航空反撃から攻略船団を守るとともに、攻略目標のギルバート諸島を孤立化させ、さらに防御陣地を破壊することにあった。なお、第50任務部隊以外の空母戦力として、護衛空母5隻もガルヴァニック作戦に参加している。

### 日本海軍の迎撃態勢
これに対する日本軍も、連合国軍が中部太平洋方面で反攻作戦に出てくることを想定していた。日本の連合艦隊司令部は、千島列島から南鳥島（マーカス）、ウェーク島、ギルバート諸島など太平洋正面で連合国軍が反攻作戦に出てきた場合に備え、基地航空部隊と機動部隊、潜水艦などの全力を挙げて迎撃する計画を立て、「Z作戦」と命名していた。
ギルバート諸島方面の基地航空部隊としては、タラワ飛行場のほかクェゼリン環礁など周辺島嶼に、第22航空戦隊が配置された。1943年（昭和18年）9月18日-20日にギルバート諸島とナウルの各基地がアメリカ海軍機動部隊（「レキシントンⅡ」「プリンストン」「ベロー・ウッド」）の空襲を受けて、航空機13機以上が地上撃破されるなどの損害を受けたものの、同年11月1日の時点で戦闘機30機・陸上攻撃機（陸攻）40機・艦上爆撃機18機・水上機20機の計108機の兵力を擁していた。
上記の1943年9月18-20日にギルバート諸島などが空襲された際、第三艦隊（空母「翔鶴」「瑞鶴」「瑞鳳」等）基幹の日本艦隊はこのアメリカ海軍機動部隊の攻撃に向かったが会敵できず、9月25日にトラック泊地に帰投した。1943年10月中旬にも、大本営は、アメリカ軍の攻略部隊が襲来するおそれが強いとして、連合艦隊に迎撃を指示した。連合艦隊は10月17日に第三艦隊（空母「翔鶴」「瑞鶴」「瑞鳳」等）や戦艦「大和」「長門」からなる艦隊をマーシャル諸島方面へ出撃させたが、アメリカ艦隊は出現せずにまたも完全な空振りに終わり、26日にトラック泊地へ帰投した。これら二回の艦隊出動の結果、日本側の前進基地であるトラック泊地の重油備蓄は底をつき、大規模な艦隊活動は不可能な状態に陥ってしまった。おまけに巡洋艦部隊はラバウル空襲で大打撃を受け、空母の搭載機も「ろ号作戦」に使用したために消耗してしまった。日本側は、本来の「Z作戦」とは異なって機動部隊抜きで迎撃せざるを得ない態勢で、ギルバート諸島へのアメリカ軍襲来を迎えることになった。

## 経過

### アメリカ機動部隊の空襲

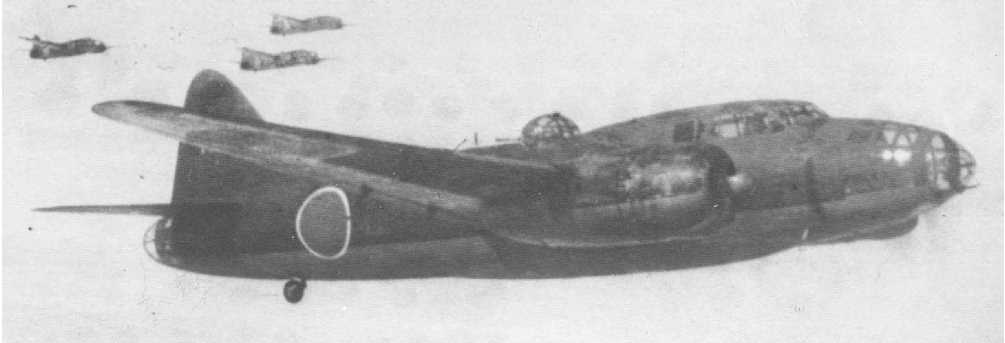
ギルバート諸島沖航空戦で日本側の主力となった一式陸上攻撃機（参考画像）

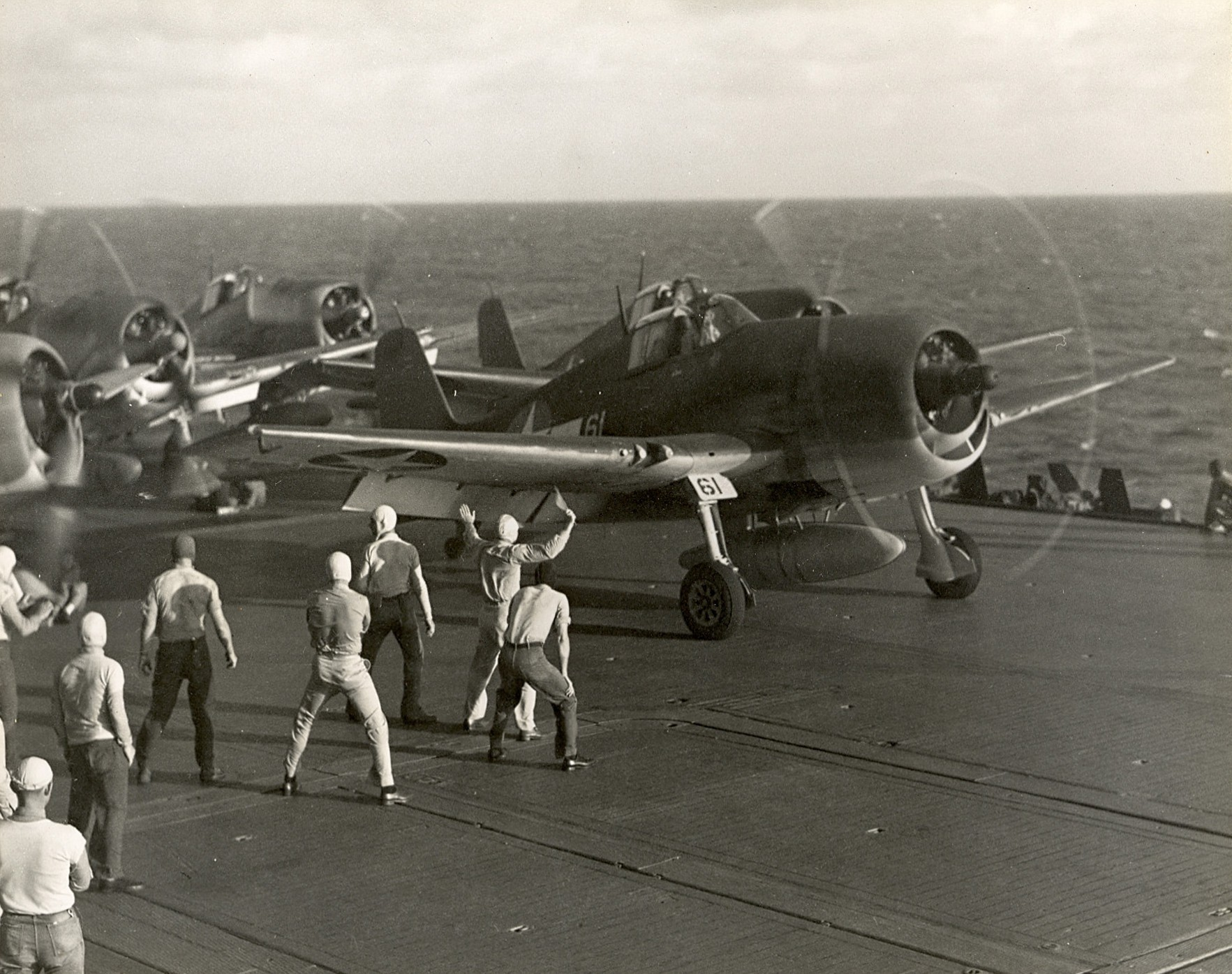
空母「サラトガ」からタラワに向けて発進するアメリカ海軍F6F-3戦闘機。

上陸2日前の11月19日朝、アメリカ海軍第50任務部隊は、ギルバート諸島及びナウルに対して激しい空襲を開始した。これに対して日本海軍の第755航空隊は、索敵機を出して機動部隊を発見し、一式陸上攻撃機（一式陸攻）13機を攻撃に向かわせた。この攻撃隊は体当たり攻撃により空母1隻の撃沈を報じたが、アメリカ軍に該当する損害は無い。日本の攻撃隊は2機が未帰還となった。上陸部隊を乗せた輸送船団も発見されたため、日本の連合艦隊司令部は、「Z作戦」のうちギルバート諸島防衛に関する丙作戦第三法の発動を下令した。
翌11月20日にもアメリカ軍機動部隊は、ギルバート諸島やミリ環礁、ジャルート環礁（ヤルート）の日本軍航空基地を激しく空襲した。これにより飛行艇3機などが地上撃破された。日本軍は再び航空機による反撃を試みたが、索敵に出た20機のうち12機が失われ、クェゼリン環礁のロイ＝ナムル島（ルオット）からの攻撃隊15機は目標を発見できず1機未帰還となった。
その後11月21日未明にも、アメリカ軍機動部隊は、ギルバート諸島やジャルート環礁などを空襲した。これは日本軍の航空部隊や地上施設に相当な打撃を与えた。タラワとマキンの陸上では上陸作戦が行われ、タラワ地上戦とマキン地上戦が始まった。地上戦の援護のため、アメリカ軍は22日と23日も、空母搭載機及びB-24爆撃機により、周辺各地の日本軍航空基地を攻撃した。

### 第一次ギルバート諸島沖航空戦
11月21日朝、日本側は攻撃を免れたマロエラップ環礁から索敵機を出し、ギルバート諸島付近で5群のアメリカ艦隊を発見した。一部は重複誤認と推定される。なお、索敵任務の陸攻2機が未帰還となった。この報告に基づき宮前信己大尉率いる第755航空隊の陸攻14機がルオットから出撃し、アメリカ海軍第50.3任務群を攻撃した。この攻撃隊は、雷撃及び体当たりにより空母2隻と駆逐艦1隻の撃沈などを報じたが、指揮官機を含む7機が未帰還となった。アメリカ軍側の記録によると、軽空母「インディペンデンス」が魚雷1発を受けて損傷した。この戦闘を、日本側は第一次ギルバート諸島沖航空戦と命名した。
このほか11月22日未明にも日本側は陸攻7機を出撃させたが、戦果無く3機を失った。連日の損害で、第755航空隊の陸攻は稼動11機に減少してしまった。他隊の戦闘機は計38機が使用可能だった。同じ22日の日中には残存航空機をルオットから全力出撃させての機動部隊攻撃を試みたが、天候不良で引き返した。少数機はタラワの陸上目標に対して爆撃や物資の空中投下を行った。
ギルバート諸島の救援作戦を企図した日本海軍は、Z作戦によって各地から集まる航空戦力について、第22航空戦隊司令官の吉良俊一少将の下で、内南洋方面航空部隊として統一指揮を行うことにした。第22航空戦隊と第24航空戦隊及び第一航空戦隊から陸揚げする艦上戦闘機30機の使用が計画された。11月24日には、第24航空戦隊隷下の第752航空隊より陸攻18機がルオットに進出し、稼動戦力は陸攻28機と戦闘機24機となった。

### 第二次ギルバート諸島沖航空戦
ギルバート諸島での地上戦闘は11月23日には完了しており、アメリカ軍機動部隊は空襲を止めて付近を遊弋する態勢に入った。
日本の内南洋方面航空部隊は、マキンの陸上目標に対して、11月24日に戦闘機19機のみの偵察攻撃隊を発進させたが、途中でアメリカ軍空母からの戦闘機約30機に阻止された。日本側は10機撃墜を報じたが、9機を失った。11月25日に第252航空隊所属の戦闘機24機が攻撃に向かったが、前日の場合と同様に、アメリカ空母から発進した戦闘機52機に阻止された。日本軍は11機撃墜を報じたが、戦闘機7機と誘導任務の陸攻1機を失って退却した。
日本側はアメリカ軍機動部隊への攻撃をなおも意図し、第802航空隊の飛行艇などで索敵を行い、ギルバート諸島周辺に数群のアメリカ機動部隊が残っているのを発見した。11月26日午前、ルオットから第752航空隊の陸攻13機よりなる攻撃隊（長：野中五郎少佐）が発進し、15時50分頃にアメリカ海軍第50.2任務群を攻撃した。この攻撃で日本側は空母2隻撃沈を報じたが、アメリカ側に損害記録は無い。日本側の損害は1機未帰還だった。日本側は、この戦闘を第二次ギルバート諸島沖航空戦と命名した。

### 第三次ギルバート諸島沖航空戦

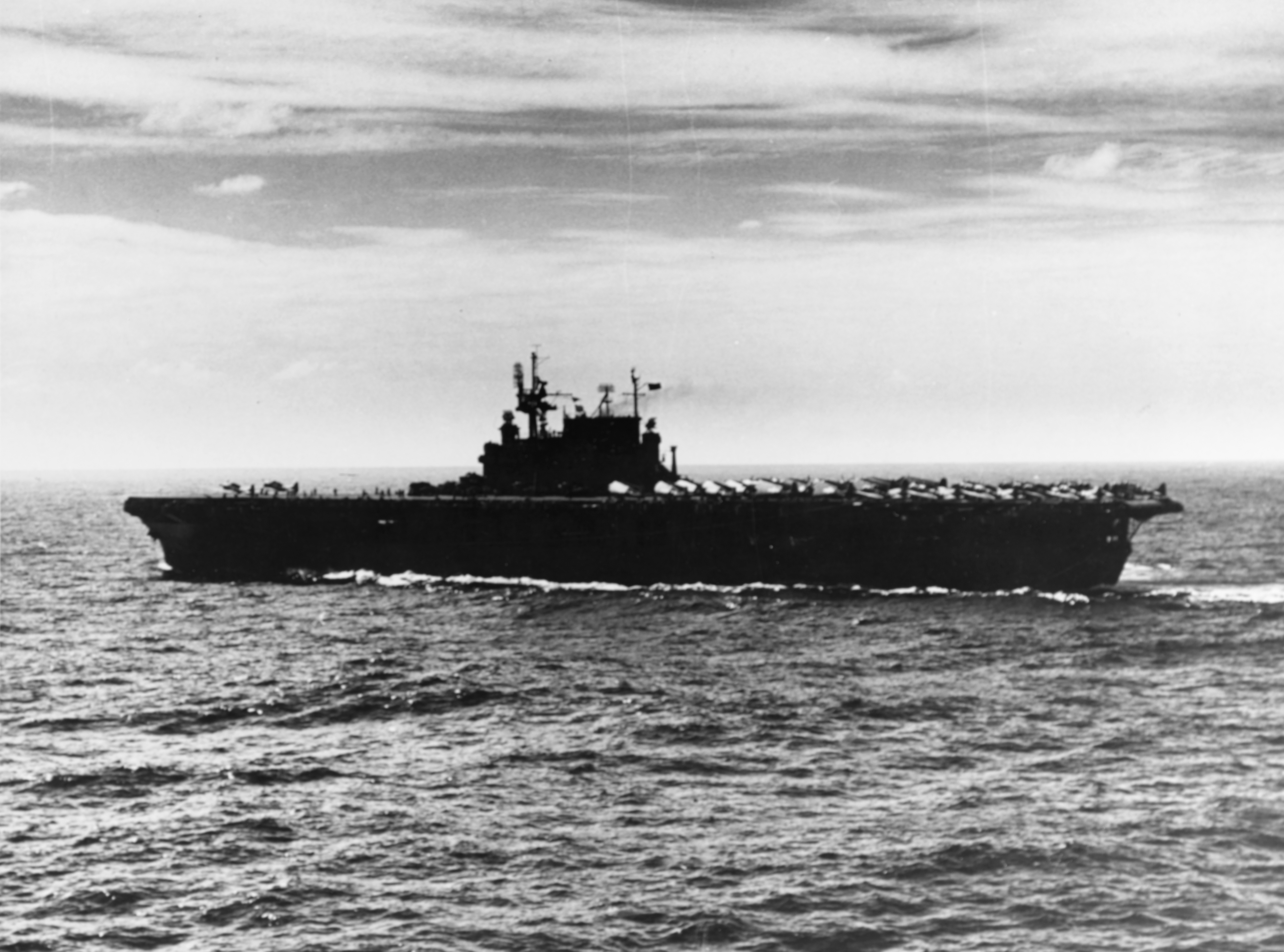
ギルバート沖で作戦中のアメリカ空母「エンタープライズ」（1943年11月）

11月27日、さらなる増援を得て陸攻43機・戦闘機37機まで戦力回復した日本の内南洋方面航空部隊は、依然として遊弋を続けるアメリカ機動部隊に対して、悪天候にもかかわらず攻撃を行った。ルオットとマロエラップから発進した陸攻16機が、前日同様に野中少佐指揮の下で進撃し、16時以降に機動部隊を襲撃した。日本側は空母2隻と巡洋艦2隻撃沈などの戦果を報じたが、アメリカ側に損害記録は無い。日本側は攻撃隊と索敵機合わせて6機の陸攻を失った。日本側は、この戦闘を第三次ギルバート諸島沖航空戦と命名した。
この戦闘でアメリカ軍は、空母「エンタープライズ」から発進したレーダー装備のTBF-1C雷撃機により先導された初の夜間戦闘機隊が迎撃し、先導役のTBFが日本の一式陸攻2機の撃墜を報じた。これは、空母搭載機が機載レーダーを利用して挙げた史上初めての夜間撃墜記録である。
日本側は連続攻撃で搭乗員の疲労などが激しく、11月28日には大規模な攻撃を断念した。マロエラップから発進した陸攻4機だけが、28日16時頃にマキンに停泊中の艦船を攻撃し、巡洋艦1隻撃沈などを報じた。アメリカ側に該当する損害の記録は確認されていない。

### 第四次ギルバート諸島沖航空戦
11月29日、日本軍は、さらに機動部隊への攻撃を行った。野中少佐が指揮する陸攻10機が攻撃隊としてマロエラップを発進し、エンジントラブルを起こした2機を除く8機が、15時38分頃にアメリカ海軍第50.4任務群を攻撃した。日本側は空母1隻、空母らしきもの1隻、不明1隻の撃沈と巡洋艦1隻大破炎上を報じたが、アメリカ側に該当記録は無い。日本側は攻撃隊の陸攻4機が撃墜され、残る4機も損傷したほか、索敵任務の陸攻2機も未帰還となった。日本側は、この戦闘を第四次ギルバート諸島沖航空戦と命名した。
11月30日、日本軍の索敵機はギルバート諸島付近などを捜索したが、アメリカ機動部隊を発見することは無かった。艦上機の空襲も止んでいることから、日本海軍はアメリカ機動部隊の主力の壊滅に成功したものと判断した。内南洋方面航空部隊は攻撃態勢を解き、戦力の再整備に移った。12月4日、日本の連合艦隊司令部は、アメリカ機動部隊は真珠湾かフナフティ島へ引き上げたと見て、Z作戦の終結を下令した。

## 結果

### 両軍の損害
日本側の戦果判定では、一連のギルバート諸島沖の航空戦による戦果は空母だけでも8隻撃沈とされていた。同時期のブーゲンビル島沖航空戦の戦果と合わせると、アメリカ海軍の空母はほぼ全滅状態に陥った計算になる。これらは大本営発表により報じられ、12月6日には昭和天皇から古賀峯一連合艦隊司令長官へ勅語が発せられた。しかし、アメリカ側の記録によると軽空母「インディペンデンス」の損傷のほかは、目立った損害が無かった。日本側の戦果判定は、アメリカ側記録に照らして著しく過大な事実誤認だったと考えられている。ただし、『戦史叢書』の『中部太平洋方面海軍作戦（2）昭和十七年六月以降』は、アメリカ側の公表損害が虚偽である可能性に言及し、いまだ真相は不明であると結論付けている。
一方で、日本海軍の航空部隊の損害は軽いものではなく、機動部隊攻撃や索敵に出撃して未帰還となったものだけで40機に上った。ほかに空中戦で失った戦闘機も約20機、地上撃破された機体も少なくなかった。なかでも第755航空隊は壊滅的打撃を受けて、再建のためにテニアン島へ後退しなければならなくなった。ブーゲンビル島沖航空戦や、この直後に起きるマーシャル沖航空戦の損害も重なって、日本海軍の航空戦力は大きく低下する結果となった。
アメリカ海軍第50任務部隊は、攻略部隊の護衛やギルバート諸島の孤立化という任務を達成した。同部隊は、12月5日に今度はクェゼリン環礁やウォッジェ環礁などマーシャル諸島の日本軍拠点を空襲し、反撃する日本軍との間でマーシャル諸島沖航空戦を展開できるだけの十分な戦力が残っていた。

### 日本側の戦果誤認
戦史叢書を執筆した佐藤百太郎大尉は、日本側の現地部隊戦果報告を総合すると同戦闘で少なくとも空母だけでも8隻撃沈したことになるが、アメリカ側の記録ではこの期間における艦艇の被害は一隻もなく言及すらされていないこともあるとし、また根拠は不明だが、この報告を受けた日本側の上級司令部や大本営がこの戦果報告をなんの疑念もなく情勢判断の材料とし、大本営発表として公表し、終戦まで信じていたともしている。
これに対して、大本営軍令部作戦部長だった中沢佑少将の説明によれば、ギルバート諸島沖航空戦やブーゲンビル島沖航空戦における大戦果に関し、当時、連合艦隊司令部の報告から不確実を削除し、同司令部に戦果確認に一層配慮するように注意喚起していたが、同司令部より「大本営は、いかなる根拠をもって連合艦隊の報告した戦果を削除したのか」と強い抗議電が連合艦隊参謀長名（福留繁中将）で打電され、結局反論できず、うやむやになったという。中沢によれば、かかる福留中将の抗議のため、1944年10月に福留中将が第二航空艦隊司令長官として実施した台湾沖航空戦でも誤認戦果をそのまま報じることになったという。また、連合艦隊の報告に対し、情報担当の軍令部五課は戦果はほぼ無いと判断しており、中沢はこの経験から作戦部に現地戦果の三分の一が実際の戦果と考えるように指導したと戦後に述べている。堀栄三陸軍少佐は、薄暮攻撃などで視界不良だったことや、攻撃隊の報告の精査が不十分だったことを原因とする誤認戦果と推測していたという。